# 天主教馬拉凱教區
天主教馬拉凱教區（拉丁語：Dioecesis Maracayensis）是委內瑞拉一個羅馬天主教教區，屬委內瑞拉的巴倫西亞總教區。
教區成立於1958年6月21日，
位於阿拉瓜州。2004年有教友1,382,083人（佔轄區總人口87.0%）、五十七個堂區、八十二名司鐸。
現任教區主教為亨利·若瑟·帕拉瓦諾-馬里諾，榮休主教為辣法厄爾·雷蒙·孔德-阿方佐。